# Carol Gattaz
Caroline de Oliveira Saad Gattaz (São José do Rio Preto, 27 de julho de 1981), é uma jogadora de voleibol feminino brasileira que atua como central pelo Praia Clube.
Gattaz venceu o World Grand Prix 5 vezes, tornando-se pentacampeã. Foi também três vezes medalha de prata nos Campeonatos Mundiais de 2006, 2010 e 2022. Depois de ser preterida em várias edições dos Jogos Olímpicos - chegando a ser comentarista  pelo canal SporTV das edições Pequim 2008 e Londres 2012 - Gattaz foi convocada para seleção que disputaria em 2021 os Jogos de Tóquio, na qual conquistou a medalha de prata.

## Carreira
Desde pequena, Carol Gattaz mostrou talento para o esporte e, na infância e começo da adolescência, se destacou com artilheira da equipe de futsal do seu colégio e no Automóvel Clube de São José do Rio Preto, onde também treinava basquete e foi até convidada para integrar o time do América, clube de futebol tradicional de sua cidade natal. Eventualmente foi convidada por dois técnicos a treinar vôlei.
Com a habilidade e talento demonstrados, Carol ganhou bolsa para disputar campeonatos em seu colégio. Aos 17 anos, mudou-se para São Caetano do Sul (SP) e passou a integrar o time da cidade – São Caetano Esporte Clube. Ainda em 1998, teve a oportunidade de disputar uma Superliga e conquistar o seu primeiro título – Campeonato Paulista Infanto Juvenil. O início na Região do Grande ABC foi excelente e a temporada seguinte – 1999 – trouxe outros quatro troféus (todos na categoria Juvenil): o Bi Estadual (São Caetano), o Brasileiro (Seleção Paulista), o Sul-Americano (Brasil) - incluindo o prêmio individual de melhor bloqueio da competição - e o Vice Mundial (Brasil).
A partir de então, a carreira de Carol Gattaz decolou. A jogadora se firmou como um dos principais nomes da equipe de São Caetano. Em 2000, se transferiu para o Rexona, mas retornou ao ABC Paulista no ano seguinte. A primeira convocação para a Seleção Brasileira adulta veio em 2003. A partir de então, Carol Gattaz passou a ser nome sempre lembrado pelo técnico José Roberto Guimarães e começou a colecionar títulos defendendo as cores do país. Após ser contratada pelo Osasco/Finasa, foi campeã das principais competições do vôlei mundial. Após uma passagem pela Itália em 2007/08, quando jogou pelo Monte Schiavo Jesi, voltou ao Brasil para defender o Rexona, no Rio de Janeiro. Na capital fluminense, seguiu colecionando troféus dos campeonatos mais badalados do planeta. Embora tenha cogitado se aposentar após não ser convocada para os Jogos Olímpicos de Verão de 2008, acabaria indo para as Olimpíadas como comentarista do SporTV, que também a manteria no Grand Prix 2010. Gattaz se manteria na mídia durante o Grand Prix 2011, e assinando uma coluna no Diário Lance! e comentando a final pela TV Globo. Quando uma fascite plantar a tirou dos Jogos de 2012, o SporTV novamente a levou como comentarista.

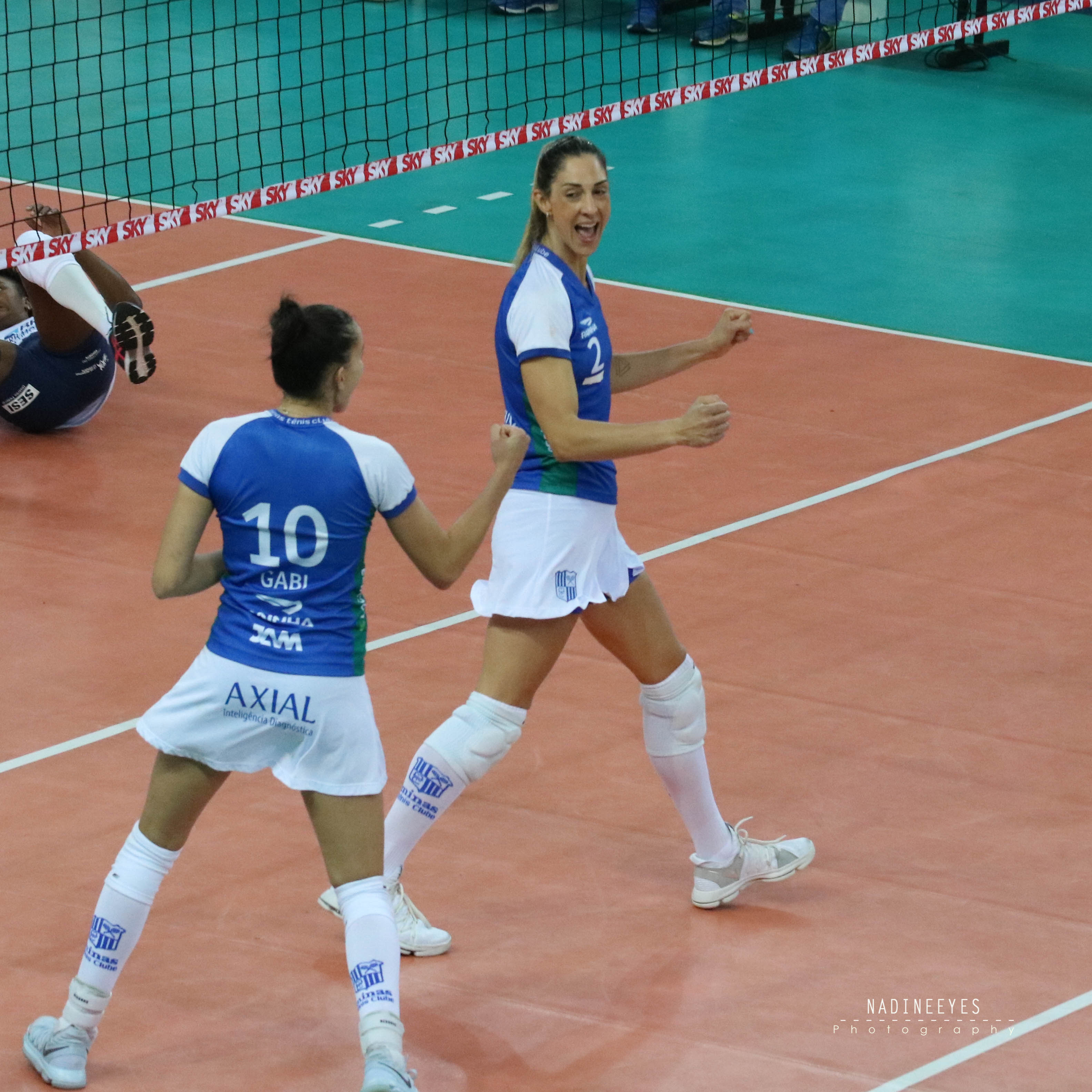
Gattaz na Superliga Brasileira de Voleibol Feminino de 2018–19.

Renovou com o Camponesa/Minas para a temporada de 2017-18 e foi vice-campeã da Supercopa Brasil de 2017, obtendo também o título do Campeonato Mineiro de 2017 e sagrou-se campeã da edição do Campeonato Sul-Americano de Clubes de 2018, sendo premiada com a Melhor Jogadora (MVP) da competição.
Renovou com o referido clube mineiro e sagrou-se bicampeã da edição do Campeonato Mineiro de 2018, e disputou a edição do Campeonato Mundial de Clubes de 2018 realizado em Shaoxing, sendo uma das protagonistas na semifinal, ajudando o time a reverter um placar de 24-19 no segundo set para o até então favorito Eczacıbası VitrA, conseguindo a classificação a final e conquistou a medalha de prata. Em seguida, conquistou o título da Copa Brasil de 2019 realizada em Gramado e foi tricampeã do Campeonato Sul-Americano de Clubes, em 2020, realizado em Uberlândia/MG, sendo eleita por duas vezes (2018 e 2019) a melhor jogadora  da competição e contribuiu para conquista do clube do título da Superliga Brasileira 2018-19, premiada como a melhor central e craque da galera da edição.
Devido ao bom momento em sua carreia, em 2021, Gattaz foi novamente convocada após 8 anos sem representar a seleção brasileira, conquistando a medalha de prata na Liga das Nações e sendo a melhor central da competição ao lado da turca Eda Erdem. Prestes a completar 40 anos, finalmente seria parte de uma seleção olímpica nos Jogos de Tóquio. Terminaria a campanha com a medalha de prata e sendo eleita melhor central do torneio. Gattaz também conseguiu o recorde de mulher mais velha a conquistar um pódio para o Brasil, e entre ambos os sexos, é superada só por Torben Grael, que levou ouro em 2004 aos 44 anos. Gattaz também fez parte do time de atletas da comunidade LGBT presente nas Olimpíadas de Tóquio. Em janeiro de 2022, Gattaz foi eleita pelo site VolleyBall World e pela FIVB (Federação Internacional de Voleibol), a 5ª melhor jogadora do mundo, em uma lista com 12 atletas do vôlei.
Em 17 de março de 2023, Carol Gattaz sofreu ruptura do ligamento cruzado anterior do joelho direito, na derrota do Minas para o Sesc RJ Flamengo 3-1, no Rio de Janeiro, pela Superliga. O Minas confirmou em 20 de março, a lesão e informou que Carol será submetida a uma cirurgia. O tempo de recuperação é de seis a nove meses.

## Clubes
Da temporada 1998/99 a 2017/18, Carol Gattaz também apresenta um currículo vitorioso por diversos clubes do Brasil, além de uma passagem pela Itália:
- São Caetano Esporte Clube – São Caetano (SP) – 1998/99, 1999/2000, 2001/02, 2002/03 e 2003/04;
- Rexona – Curitiba (PR) – 2000/01;
- Finasa/Osasco – Osasco (SP) – 2004/05, 2005/06 e 2006/07;
- Monte Schiavo Jesi – Jesi (ITA) – 2007/08;
- Rexona/Ades – Rio de Janeiro (RJ) – 2008/09;
- Unilever – Rio de Janeiro (RJ) – 2009/10 e 2010/11;
- Vôlei Futuro – Araçatuba (SP) – 2011/12;
- Vôlei Amil - Campinas (SP) - 2013/14;
- Minas Tênis Clube - Belo Horizonte (MG) - 2014/15, 2015/16, 2016/17, 2017/18, 2018/19, 2019/20, 2021/22, 2022/23 e 2023/24.
- Dentil/Praia Clube - Uberlândia (MG) - 2024/25.

## Títulos
- Liga das Nações 2021
- Superliga Brasileira A:2018-19
- Copa Brasil:2019[11] e 2021[21]
- Supercopa Brasileira de Voleibolː2017[4]
- Supercopa Brasileira de 2024
- Campeonato Mineiro de 2024
- Copa Brasília de 2024
- Superliga Brasileira A:2016-17
- Campeonato Mineiro:2017,[5] 2018[8] e 2020[22]
- Bicampeã Paulista Infanto Juvenil – São Caetano (1998/99)
- Campeã Brasileira Juvenil – Seleção Paulista (1999)
- Hexacampeã da Superliga – Finasa Osasco (2004/2005), Rexona (2008/2009), Unilever (2010/2011), Itambé/Minas (2018/2019/ , 2020/2021 e 2021/2022)
- Bicampeã da Salonpas Cup – Finasa Osasco (2005) e Rexona/Ades
- Campeã do Torneio da Basiléia – Finasa/Osasco (2004) e Unilever (2009)
- Tetracampeã Paulista – Finasa Osasco (2004/05, 2005/06 e 2006/07) e Vôlei Futuro/Araçatuba (2011/2012)
- Bicampeã Carioca – Unilever (2009/10)
- Campeã dos Jogos Abertos do Interior – Finasa/Osasco
- Tetracampeã do Campeonato Sul-Americano de Clubes pelo Minas Tênis Clube (2018, 2019, 2020 e 2022)
- Tricampeã do Campeonato Mineiro pelo Minas Tênis Clube (2017, 2018 e 2020)

## Prêmios individuais
- Prêmio Líderes Regionais Noroeste Paulista 2021: Categoria Personalidade do Ano[23]
- Melhor Central do Campeonato Sul-Americano de Clubes de 2021
- Melhor Central Liga das Nações de Voleibol Feminino 2021
- 1ª Melhor Central da Superliga Brasileira A 2018-19
- Craque da Galera da Superliga Brasileira A 2018-19
- MVP do Campeonato Sul-Americano de Clubes de 2019[12]
- MVP do Campeonato Sul-Americano de Clubes de 2018[6]
- Melhor Central do Campeonato Sul-Americano de Clubes de 2020
- Melhor Bloqueio do Montreux Volley Masters de 2009
- Melhor Bloqueio do Campeonato Sul-Americano de 2009
- Melhor Bloqueio da Fase Classificatória do Grand Prix de 2005
- Melhor Bloqueio da Etapa de Taipei do Grand Prix de 2005
- Melhor Bloqueio do Campeonato Sul-Americano de 2005
- Melhor Bloqueio do Campeonato Sul-Americano Juvenil de 1999
- Melhor Bloqueio do Torneio Classificatório para o Mundial de 2006

## Seleção Brasileira
A carreira de Carol Gattaz na seleção brasileira começou em 1999, quando a atleta tinha 18 anos. Na Categoria Juvenil, inaugurou a sua prateleira de conquistas pelo Brasil. A partir de 2003, seu nome foi sempre citado nas convocações do time adulto, onde seguiu colecionando vitórias e medalhas. Carol Gattaz foi convocada por José Roberto Guimarães para as Olimpíadas de Pequim 2008, sendo cortada dessa lista poucos dias antes do embarque da seleção brasileira para Pequim. Foi novamente convocada para disputar o Campeonato Mundial na Holanda, em 2022. Ajudou a equipe a chegar na final contra a equipe da Sérvia, e conquistou a medalha de prata com a seleção.
Até 2022, entre outros títulos, conquistou:

### Seleção Brasileira Juvenil
- Campeã Sul-Americana Juvenil (1999)
- Vice-Campeã Mundial Juvenil (1999)

### Seleção Brasileira Adulta
- Campeã Campeonato Sul-Americano de Voleibol Feminino 2021
- Vice-campeã das Olimpíadas de 2020
- Vice-campeã da Liga das Nações de Voleibol Feminino de 2021
- Tetracampeã Sul-Americana (2003/05/07/09)
- Pentacampeã do World Grand Prix (2004/05/06/08/09)
- Bicampeã da Copa dos Campeões (2005/2013)
- Campeão do Torneio de Courmayeur (2005)
- Campeã do Torneio Classificatório para o Mundial (2005)
- Bicampeã do Final Four (2008/09)
- Bicampeã da Copa Pan-Americana (2006/09)
- Tricampeã do Torneio de Montreux (2005/06/09)
- Vice-campeã mundial (2006)
- Vice-campeã mundial (2010)
- Vice-campeã mundial (2022)
- Vice-campeã da Copa do Mundo (2007)